# Maintal Ost
Maintal Ost (niem: Bahnhof Maintal Ost) – stacja kolejowa w Maintal, w regionie Hesja, w Niemczech. Znajduje się na linii Frankfurt – Hanau, w dzielnicy Hochstadt i Dornigheim.
Według klasyfikacji Deutsche Bahn ma kategorię 4.

## Położenie
Regionalna stacja kolejowa znajduje się w centrum miasta, pomiędzy dzielnicami Hochstadt i Dornigheim: na południu Hochstadt i Dornigheim na północy. Ale także oddalony 5 km Wachenbuchen jest łatwo dostępny z dworca kolejowego: Autobusem SVM linii 22, która biegnie również przez Hochstadt.

## Historia
W dniu 10 czerwca 1848 roku Linia kolejowa Frankfurt – Hanau została otwarta przez Frankfurt-Hanauer Eisenbahn-Gesellschaft; w tym czasie nie było jeszcze stacji. Podobnie jak w sąsiedni przystanek Rumpenheim (później: Bischofsheim-Rumpenheim, dzisiaj: Maintal West) i dworzec Hochstadt-Dornigheim (dziś: Maintal Ost) zbudowano później.

## Linie kolejowe
- Frankfurt – Hanau